# Sophie Charlotte
Sophie Charlotte Wolf da Silva (n. 29 aprilie 1989, Hamburg, RFG) este o actriță germano-braziliană.
Ea a apărut în multe telenovele de succes, printre care Malhação (2008), Caras & Bocas (2009), Ti Ti Ti (2010), Fina Estampa (2011) și Sangue Bom (2013).